# Jürgen Klinsmann
Jürgen Klinsmann (født 30. juli 1964 i Göppingen) er en tidligere tysk fodboldspiller og nuværende -træner, der siden marts 2023-februar 2024 har været træner for Sydkoreas landshold.

## Karriere

### Aktiv karriere

#### Klubkarriere
Klinsmann begyndte at spille fodbold TB Gingen, inden han som tiårig skiftede til SC Geislingen. Da familien flyttede til Stuttgart, hvor han fik ungdomskontrakt med Stuttgart Kickers. Samtidig blev han udlært bager i sin fars bageri, og som attenårig aftjente han sin værnepligt som sportssoldat.
I 1981 fik han en professionel kontrakt med Stuttgart Kickers, der spillede i 2. Bundesliga. Her spillede han 61 kampe og scorede 22 mål. Efter tre sæsoner med Kickers skiftede han til den lokale topklub, VfB Stuttgart i 1. Bundesliga, og her blev han hurtigt en af klubbens bedste angribere. I sine fem sæsoner i VfB spillede han 156 kampe og scorede 79 mål. I sæsonen 1987-1988 blev han bundesligatopscorer med 19 mål.
Hans præstationer i Bundesligaen tiltrak opmærksomhed fra de største europæiske klubber, og i sommeren 1989 skiftede han til italienske Inter. I sine tre sæsoner i Milano spillede han 98 kampe og scorede 34 mål. I sin sidste sæson i klubben klarede Inter sig ikke så godt, og Klinsmann skiftede derpå til AS Monaco i den franske Ligue 1. Her var han med til at blive nummer to i sin første sæson, og i den følgende sæsons Champions League nåede klubben til semifinalen, hvor den tabte til AC Milan. I ligaen gik det ikke så godt i denne sæson, og Klinsmann forlod klubben, et år inden hans kontrakt udløb.
Karrieren førte ham derpå til engelske Tottenham Hotspur i 1994, men her fik han en dårlig modtagelse, fordi han havde et rygte for at filme. Det lykkedes ham dog at elimere dette, da han efter at have scoret et mål i sin første kamp for klubben fejrede dette ved at kaste sig i græsset for at simulere film. Klubbens fans forstod, at tyskeren havde humor, og de vendte derpå på en tallerken i deres opfattelse af ham. En journalist havde i The Guardian skrevet en artikel med titlen "Why I Hate Jürgen Klinsmann", da hans skift til Tottenham blev kendt, og han skrev efter Klinsmanns første kampe en ny artikel: "Why I Love Jürgen Klinsmann". Han spillede kun én sæson i London, men i sine 41 kampe scorede han 21 mål i Premier League, og han blev kåret som årets spiller i England i 1994-1995.
I stedet skiftede han til Bayern München i 1995, hvor han i sin første sæson var med til at vinde Europa Cuppen og i sin næste sæson at blive tysk mester. Begge sæsoner blev han sin klubs topscorer, og han blev topscorer i Europa Cuppen i 1995-1996. I 1997 skiftede han til italienske Sampdoria, men et halvt år senere blev han udlejet til sin gamle klub, Tottenham, for at hjælpe klubben med at overleve i Premier League, hvilket lykkedes, blandt andet med fire mål af Klinsmann i den afgørende kamp om at undgå nedrykningen.
Han sluttede karrieren med kortvarigt at spille for en amerikansk klub.

#### Landshold
Klinsmann fik enkelte kampe på det vesttyske U/21-landshold i 1984-1985, og han var med på det vesttyske landshold ved OL 1988 i Seoul. Her blev tyskerne nummer to i indledende runde efter Sverige. Derpå blev det til 4-0 over Zambia i kvartfinalen, inden holdet i semifinalen blev besejret af Brasilien efter straffesparkskonkurrence. Brasilien fik senere sølv efter at have tabt finalen til Sovjetunionen, mens Vesttyskland sikrede sig bronze ved at besejre Italien i kampen om tredjepladsen. Klinsmann scorede et af holdets mål under OL.
Allerede i december 1987 debuterede Klinsmann på det vesttyske A-landshold i en venskabskamp mod Brasilien. Han var med ved EM 1988, og herefter var han fast mand på landsholdet (det vesttyske frem til den tyske genforening, og derpå det fællestyske) frem til 1998. Han spillede i alt 108 A-landskampe og scorede 47 mål. Denne præstation har gjort ham til spiller med fjerdeflest antal kampe (efter Lothar Matthäus, Miroslav Klose og Lukas Podolski) og fjerdemest scorende (sammen med Rudi Völler og efter Klose, Gerd Müller og Podolski). 
Han var ud over EM i 1988 også med ved EM 1992, hvor tyskerne fik sølv efter et overraskende finalenederlag til Danmark og EM 1996, hvor tyskerne blev mestre. Han var også med til sikre vesttyskerne verdensmesterskabet i 1990, lige som han deltog i VM 1994 og 1998. Han scorede i alle de seks slutrunder, han deltog i. Han er alletiders ottendemest scorende ved VM-slutrunder med elleve mål.

## Trænerkarriere
Efter at have indstillet sin aktive karriere efter VM i 1998 kastede Klinsmann sig snart ud i trænerarbejdet. Allerede i 2004 fik han jobbet som landstræner for det tyske landshold, og han blev på denne post til og med VM 2006. Her vandt holdet alle sine kampe, indtil det i semifinalen måtte bøje sig for Italien med 2-0 efter forlænget spilletid, men vandt derpå kampen om tredjepladsen med 3-1 over Portugal.
Efter perioden som tysk landstræner tog Klinsmann en pause, inden han i sommeren 2008 overtog jobbet som cheftræner for FC Bayern München. Dette blev dog ikke nogen succes, da han allerede i april året efter blev fyret.
Efter en periode som blandt andet rådgiver for Toronto FC blev Klinsmann i sommeren 2011 ny amerikansk landstræner. Her fik han succes, da USA to år senere vandt CONCACAF Gold Cup og kvalificerede holdet til VM i 2014. Her nåede holdet videre fra indledende runde, inden det blev elimineret af Belgien i sekstendedelsfinalen.
Forsøget på at kvalificere holdet til VM i fodbold 2018 lykkedes derpå ikke, hvilket kostede Klinsmann jobbet som cheftræner for USA i efteråret 2016.
Efter en periode uden tilknytning til fodbold blev Klinsmann i november 2019 bestyrelsesmedlem i Hertha Berlin, men allerede få uger senere blev han udnævnt til ny cheftræner for klubben. Men denne post blev kortvarig, idet han trak sig fra posten allerede i februar året efter.
Efter endnu en periode uden job blev Klinsmann ansat som landstræner for Sydkorea i foråret 2023 på en kontrakt, der løber frem til sommeren 2026.

## Titler

### Titler som spiller
Bundesligaen
- 1997 med Bayern München

Supercoppa Italiana
- 1989 med Inter

UEFA Cup
- 1991 med Inter
- 1997 med Bayern München

VM
- 1990 med Vesttyskland

EM
- 1996 med Tyskland

### Titler som træner
CONCACAF Gold Cup
- 2013 med USA